# Zelladhäsion
Unter Zelladhäsion versteht die Zellbiologie die Kontakte zwischen Zellen mit einer extrazellulären Matrix. Diese können in einem Gewebe vorliegen oder in einem Aggregationsverband, der durch aktives Zusammenwandern von Einzelzellen oder durch passives Zusammenstoßen und Zusammenkleben von Zellen und Zellklumpen in Suspensionskulturen erfolgt.
Zellen kleben außer an Substraten auch an Biofilmen. Moleküle, die die Zelladhäsion möglich machen, werden Zelladhäsionsmoleküle genannt. Die Zelladhäsion kann über einen Zelladhäsionstest nachgewiesen werden.

## Formen
- homophiler Bindung
- heterophile Bindung
- Bindung über Brückenprotein